# American Music Awards
Az American Music Awards (röviden AMA) egy éves amerikai zenei díjátadó, melyet általában az ősz folyamán rendeznek meg 1973 óta. A díjátadót Dick Clark alapította az ABC számára, amikor a csatornának lejárt a Grammy-díjátadók sugárzására vonatkozó szerződése. A Grammy és a Billboard Music Awards mellett az Egyesült Államok három nagy, éves zenei díjainak egyike. A 2005-ös ceremóniáig mind a győzteseket, mind a jelöléseket a zeneipar tagjai választották ki a kereskedelmi teljesítmény, mint például az eladások és az rádiós teljesítmény alapján. 2006-tól a nyerteseket a közönség és a rajongók határozzák meg, akik az AMA hivatalos weboldalán szavazhatnak a jelöltekre. A díjakat a New York-i Society Awards cég gyártja.

## A díjátadók listája
| #  | Dátum              | Műsorvezető                                                           | Helyszín                      |
| -- | ------------------ | --------------------------------------------------------------------- | ----------------------------- |
| 1  | 1974. február 19.  | Roger Miller, Helen Reddy, Smokey Robinson                            | Earl Carroll Theatre          |
| 2  | 1975. február 18.  | Sly Stone, Helen Reddy, Roy Clark                                     | Santa Monica Civic Auditorium |
| 3  | 1976. január 31.   | Glen Campbell, Aretha Franklin, Olivia Newton-John                    | Santa Monica Civic Auditorium |
| 4  | 1977. január 31.   | Glen Campbell, Helen Reddy, Lou Rawls, Electric Light Orchestra       | Santa Monica Civic Auditorium |
| 5  | 1978. január 16.   | David Soul, Glen Campbell, Natalie Cole                               | Santa Monica Civic Auditorium |
| 6  | 1979. január 12.   | Donna Summer, Glen Campbell, Helen Reddy                              | Santa Monica Civic Auditorium |
| 7  | 1980. január 18.   | Elton John, Toni Tennille, Natalie Cole                               | ABC Studios                   |
| 8  | 1981. január 30.   | Crystal Gayle, Mac Davis, Teddy Pendergrass                           | ABC Studios                   |
| 9  | 1982. január 25.   | Donna Summer, Glen Campbell, Lionel Richie                            | Shrine Auditorium             |
| 10 | 1983. január 17.   | Aretha Franklin                                                       | Shrine Auditorium             |
| 11 | 1984. január 16.   | Lionel Richie                                                         | Shrine Auditorium             |
| 12 | 1985. január 28.   | Lionel Richie                                                         | Shrine Auditorium             |
| 13 | 1986. január 27.   | Diana Ross                                                            | Shrine Auditorium             |
| 14 | 1987. január 26.   | Diana Ross                                                            | Shrine Auditorium             |
| 15 | 1988. január 25.   | Barry Gibb, Maurice Gibb, Mick Fleetwood, Robin Gibb, Whitney Houston | Shrine Auditorium             |
| 16 | 1989. január 30.   | Anita Baker, Debbie Gibson, Kenny Rogers, Rod Stewart                 | Shrine Auditorium             |
| 17 | 1990. január 22.   | Alice Cooper, Anita Baker, Gloria Estefan, Naomi Judd, Wynonna Judd   | Shrine Auditorium             |
| 18 | 1991. január 28.   | Keenen Ivory Wayans                                                   | Shrine Auditorium             |
| 19 | 1992. január 27.   | MC Hammer, Reba McEntire                                              | Shrine Auditorium             |
| 20 | 1993. január 25.   | Bobby Brown, Gloria Estefan, Wynonna Judd                             | Shrine Auditorium             |
| 21 | 1994. február 7.   | Meat Loaf, Reba McEntire, Will Smith                                  | Shrine Auditorium             |
| 22 | 1995. január 30.   | Queen Latifah, Tom Jones, Lorrie Morgan                               | Shrine Auditorium             |
| 23 | 1996. január 29.   | Sinbad                                                                | Shrine Auditorium             |
| 24 | 1997. január 27.   | Sinbad                                                                | Shrine Auditorium             |
| 25 | 1998. január 26.   | Drew Carey                                                            | Shrine Auditorium             |
| 26 | 1999. január 11.   | Brandy, Melissa Joan Hart                                             | Shrine Auditorium             |
| 27 | 2000. január 17.   | Norm Macdonald                                                        | Shrine Auditorium             |
| 28 | 2001. január 8.    | Britney Spears, LL Cool J                                             | Shrine Auditorium             |
| 29 | 2002. január 9.    | Jenny McCarthy, Sean Combs                                            | Shrine Auditorium             |
| 30 | 2003. január 13.   | Jack Osbourne, Kelly Osbourne, Ozzy Osbourne, Sharon Osbourne         | Shrine Auditorium             |
| 31 | 2003. november 16. | Jimmy Kimmel                                                          | Shrine Auditorium             |
| 32 | 2004. november 14. | Jimmy Kimmel                                                          | Shrine Auditorium             |
| 33 | 2005. november 22. | Cedric the Entertainer                                                | Shrine Auditorium             |
| 34 | 2006. november 21. | Jimmy Kimmel                                                          | Shrine Auditorium             |
| 35 | 2007. november 18. | Jimmy Kimmel                                                          | Microsoft Theater             |
| 36 | 2008. november 23. | Jimmy Kimmel                                                          | Microsoft Theater             |
| 37 | 2009. november 22. | nem volt                                                              | Microsoft Theater             |
| 38 | 2010. november 21. | nem volt                                                              | Microsoft Theater             |
| 39 | 2011. november 20. | nem volt                                                              | Microsoft Theater             |
| 40 | 2012. november 18. | nem volt                                                              | Microsoft Theater             |
| 41 | 2013. november 24. | Pitbull                                                               | Microsoft Theater             |
| 42 | 2014. november 23. | Pitbull                                                               | Microsoft Theater             |
| 43 | 2015. november 22. | Jennifer Lopez                                                        | Microsoft Theater             |
| 44 | 2016. november 20. | Gigi Hadid, Jay Pharoah                                               | Microsoft Theater             |
| 45 | 2017. november 19. | Tracee Ellis Ross                                                     | Microsoft Theater             |
| 46 | 2018. október 9.   | Tracee Ellis Ross                                                     | Microsoft Theater             |
| 47 | 2019. november 24. | Ciara                                                                 | Microsoft Theater             |
| 48 | 2020. november 22. | Taraji P. Henson                                                      | Microsoft Theater             |
| 49 | 2021. november 21. | Cardi B                                                               | Microsoft Theater             |

## Kategóriák
| Kategória   | Díj                                     | Év                                              |
| ----------- | --------------------------------------- | ----------------------------------------------- |
| Általános   | Az Év Előadója                          | 1996, 1999, 2001–2002, 2003 (November)–jelenleg |
| Általános   | Az Év Új Előadója                       | 2004–jelenleg                                   |
| Általános   | Az Ev Közreműködése                     | 2015–jelenleg                                   |
| Általános   | Az Év Turnéja                           | 2016–jelenleg                                   |
| Általános   | Az Év Videója                           | 2016–jelenleg                                   |
| Általános   | A Legjobb Filmzene                      | 1996–2003 (Január), 2007–2010, 2013–jelenleg    |
| Általános   | Kedvenc Előadó a Közösségi Médiában     | 2018–jelenleg                                   |
| Pop/Rock    | Kedvenc Pop/Rock Férfi Előadó           | 1974–jelenleg                                   |
| Pop/Rock    | Kedvenc Pop/Rock Női Előadó             | 1974–jelenleg                                   |
| Pop/Rock    | Kedvenc Pop/Rock Együttes/Duó           | 1974–jelenleg                                   |
| Pop/Rock    | Kedvenc Pop/Rock Album                  | 1974–jelenleg                                   |
| Pop/Rock    | Kedvenc Pop/Rock Dal                    | 1974–1995, 2016–jelenleg                        |
| Soul/R&B    | Kedvenc Soul/R&B Férfi Előadó           | 1974–jelenleg                                   |
| Soul/R&B    | Kedvenc Soul/R&B Női Előadó             | 1974–jelenleg                                   |
| Soul/R&B    | Kedvenc Soul/R&B Album                  | 1974–jelenleg                                   |
| Soul/R&B    | Kedvenc Soul/R&B Dal                    | 1974–1995, 2016–jelenleg                        |
| Country     | Kedvenc Country Férfi Előadó            | 1974–jelenleg                                   |
| Country     | Kedvenc Country Női Előadó              | 1974–jelenleg                                   |
| Country     | Kedvenc Country Együttes/Duó            | 1974–jelenleg                                   |
| Country     | Kedvenc Country Album                   | 1974–jelenleg                                   |
| Country     | Kedvenc Country Dal                     | 1974–1995, 2016–jelenleg                        |
| Rap/Hip-Hop | Kedvenc Rap/Hip-Hop Előadó              | 1989–jelenleg                                   |
| Rap/Hip-Hop | Kedvenc Rap/Hip-Hop Album               | 1989–1992, 2003 (Január)–jelenleg               |
| Rap/Hip-Hop | Kedvenc Rap/Hip-Hop Dal                 | 2016–jelenleg                                   |
| Egyéb       | Kedvenc Felnőtt Kortárs Előadó          | 1992–jelenleg                                   |
| Egyéb       | Kedvenc Alternatív Előadó               | 1995–jelenleg                                   |
| Egyéb       | Kedvenc Latin Előadó                    | 1998–jelenleg                                   |
| Egyéb       | Kedvenc Kortárs Inspiráló Előadó        | 2002–jelenleg                                   |
| Egyéb       | Kedvenc Elektronikus Dance Zenei Előadó | 2012–jelenleg                                   |

## Legtöbbször díjazottak
| Előadó           | Díjak száma |
| ---------------- | ----------- |
| Taylor Swift     | 33          |
| Michael Jackson  | 26          |
| Whitney Houston  | 22          |
| Kenny Rogers     | 19          |
| Alabama          | 18          |
| Justin Bieber    | 18          |
| Garth Brooks     | 17          |
| Carrie Underwood | 17          |
| Reba McEntire    | 14          |
| Rihanna          | 13          |
| Willie Nelson    | 12          |
| Janet Jackson    | 11          |
| Tim McGraw       | 11          |
| Stevie Wonder    | 11          |
| Mariah Carey     | 10          |
| Randy Travis     | 10          |
| Bruno Mars       | 10          |

## Fordítás
- Ez a szócikk részben vagy egészben  az   American Music Awards című angol Wikipédia-szócikk fordításán alapul.  Az eredeti cikk szerkesztőit annak laptörténete sorolja fel. Ez a jelzés csupán a megfogalmazás eredetét és a szerzői jogokat jelzi, nem szolgál a cikkben szereplő információk forrásmegjelöléseként.